# Random Thinking
Albums de Faye Wong
Mystery
(1994) Sky
(1994)
Wu si lyun seung (胡思亂想), sorti en juin 1994, est le huitième album de Faye Wong. Ce huitième album est sorti chez le label Cinepoly. La chanson Dream Lover, qui est une reprise en cantonais de la chanson Dreams des Cranberries, est présente dans le film Chungking Express de Wong Kar-wai.

## Titres
1. Random Thinking (胡思亂想)
2. Pledge (誓言)
3. Sky Like Earth / Sky And Earth (天與地)
4. Dream Lover (夢中人)
5. Know Oneself And Each Other (知己知彼)
6. Pure Love (純情)
7. End of the Game (遊戲的終點)
8. Sleepwalk (夢遊)
9. Moment of Blue (藍色時分)
10. Reminiscence is a Red Sky (回憶是紅色天空)